# Cristina e il suo doppio
Cristina e il suo doppio è un libro del 2008 di Herta Müller. La scrittrice ha raccolto le sue impressioni e i ricordi richiamati alla mente dal ritrovamento e dalla consultazione, a distanza di vent'anni, dei fascicoli della Securitate che la riguardavano in quanto "elemento scomodo al regime".

## Edizioni in italiano
- Herta Müller, Cristina e il suo doppio, ovvero Ciò che (non) risulta nei fascicoli della Securitate, traduzione di Mario Rubino, Sellerio, Palermo 2010